# Paragem de Segadães
A Paragem de Segadães, originalmente conhecida como Valença, foi uma interface da Linha do Minho, que servia a localidade de Segadães, no concelho de Valença, em Portugal.

Mapa da Linha do Minho. A antiga Paragem de Segadães aparece entre as estações de Valença e de São Pedro da Torre.

## História
O lanço da Linha do Minho entre São Pedro da Torre e Segadães entrou ao serviço em 3 de Junho de 1879. Uma portaria de 10 de Agosto de 1881 adjudicou a Gabriel Beitia a execução das terraplanagens e das obras de arte entre a estação provisória de Valença, em Segadães, e a estação definitiva daquela vila. Este lanço abriu à exploração em 6 de Agosto de 1882.
Nos horários de Junho de 1913, esta interface surge como sendo utilizada pelos comboios tramways entre Viana do Castelo e Valença.